# Ундичи Фебрајо (Тревизо)
Ундичи Фебрајо је насеље у Италији у округу Тревизо, региону Венето.
Према процени из 2011. у насељу је живело 17 становника. Насеље се налази на надморској висини од 61 м.